# Первые дни весны
Первые дни весны (1929)  — картина испанского художника Сальвадора Дали, написанная в 1929 году, в стиле сюрреализм.
Первые сюрреалистические полотна (1929—1931) нарочито программны, в них Дали демонстрирует пресловутый «автоматизм» («Первые дни весны», «Великий мастурбатор»).
Эта работа была создана во время крайнего личного стресса для Дали. Его отец в это время становится все более разочарованным выбором профессии сына и его неортодоксальным поведением.